# Nicolay Hauge
Nicolay Hauge (* 11. Februar 1988 in Oslo) ist ein norwegischer Handballspieler. Seine Spielposition ist auf Rückraum Mitte.
Seine Karriere begann Hauge beim norwegischen Verein Njård IL. 2007 wechselte er dann zum norwegischen Erstligisten Haslum HK. Ab Juli 2008 spielte er in der Handball-Bundesliga beim SC Magdeburg, wo er die Position Stian Tønnesens vertrat. Im Sommer 2011 kehrte er nach Haslum zurück. Zwei Jahre später schloss er sich Bækkelagets SK an. Hauge kehrte im Sommer 2021 erneut nach Haslum zurück. Für Norwegen bestritt Hauge bisher vier Länderspiele.